# Via Emporitana
La Via Emporitana és un carrer del municipi de Figueres (Alt Empordà) que porta des de la Rambla fins a la Plaça de l'Ajuntament, per tant està situat en ple centre de la ciutat. Els edificis situats als números 8, 10 i 21 d'aquesta via formen part de l'Inventari del Patrimoni Arquitectònic de Catalunya.

## Número 8
L'edifici situat al número 8 de la Via Emporitana de Figueres, o Can Branques, és un edifici urbà, residencial, unifamiliar, de planta baixa. La façana presenta un portal central i dues finestres laterals amb llindes en esgrafiat vermell i ocre. Sòcol i façana en ocre imitant els carreus. Orla floral a modus de fris i tres forats de ventilació. Cornisa i barana molt simple, bipartita amb un cos central decorat en esgrafiat floral, vermell i ocre. Separació de la carretera per reixa de ferro i paret.

## Número 10

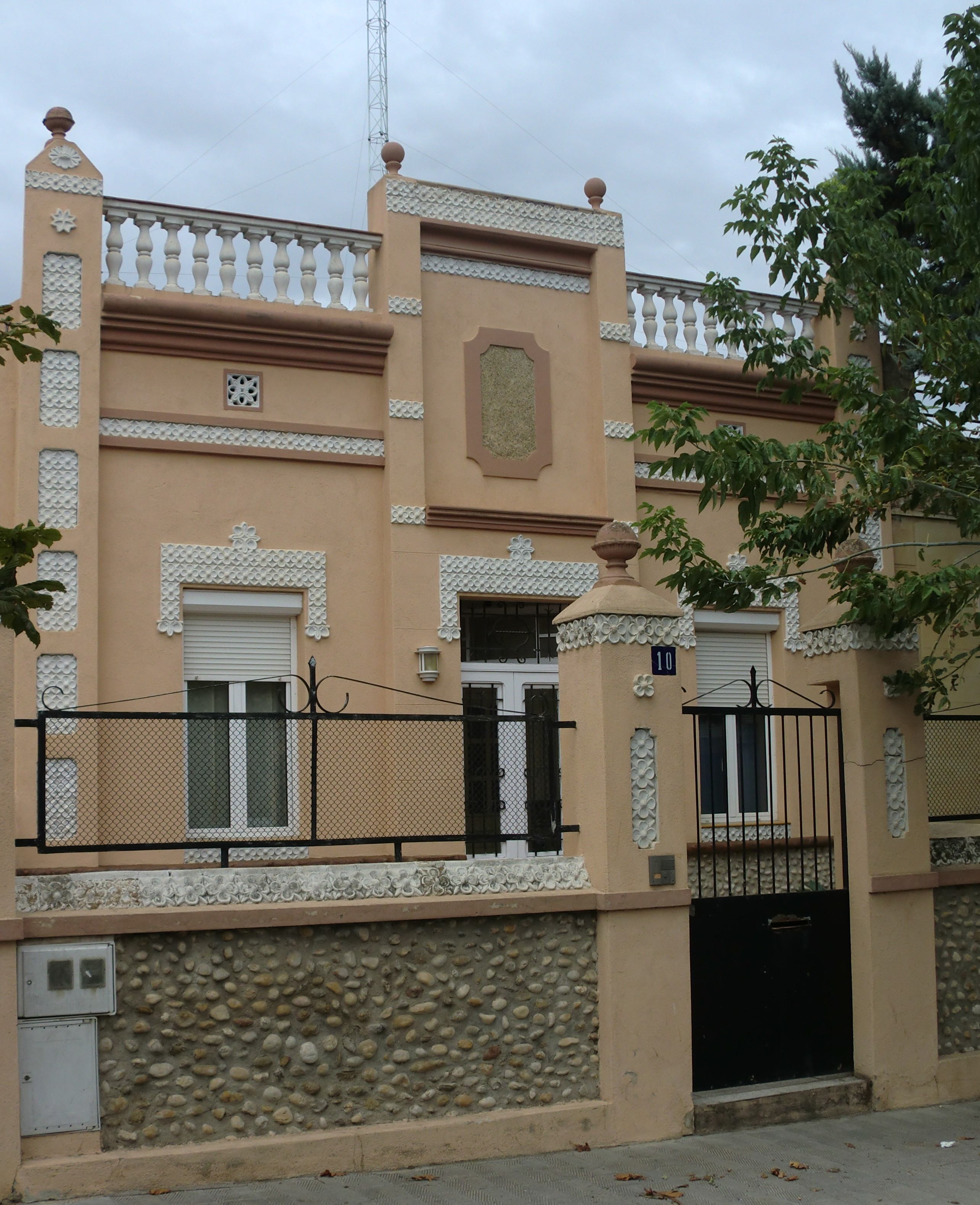
Edifici al número 10 de la Via Emporitana de Figueres.

L'edifici situat al número 10 de la Via Emporitana de Figueres és un edifici situat a la zona del poble Nou, la part alta de la ciutat, que forma part de l'Inventari del Patrimoni Arquitectònic de Catalunya. Casa aïllada, de planta baixa i coberta per terrassa, amb hort lateral i pati a davant tancat per mur de tanca i reixat. La façana s'articula al voltant d'un cos central que inclou el portal d'accés amb guardapols ceràmic -igual al dels finestrals laterals- i un pany de paret superior que interromp la balustrada. Trobem dos finestral laterals i dos elements verticals als extrems que delimiten el contorn de la façana, decorats amb el mateix motiu ceràmic del guardapols i culminats per pinacles que acoten la balustrada.

## Número 21

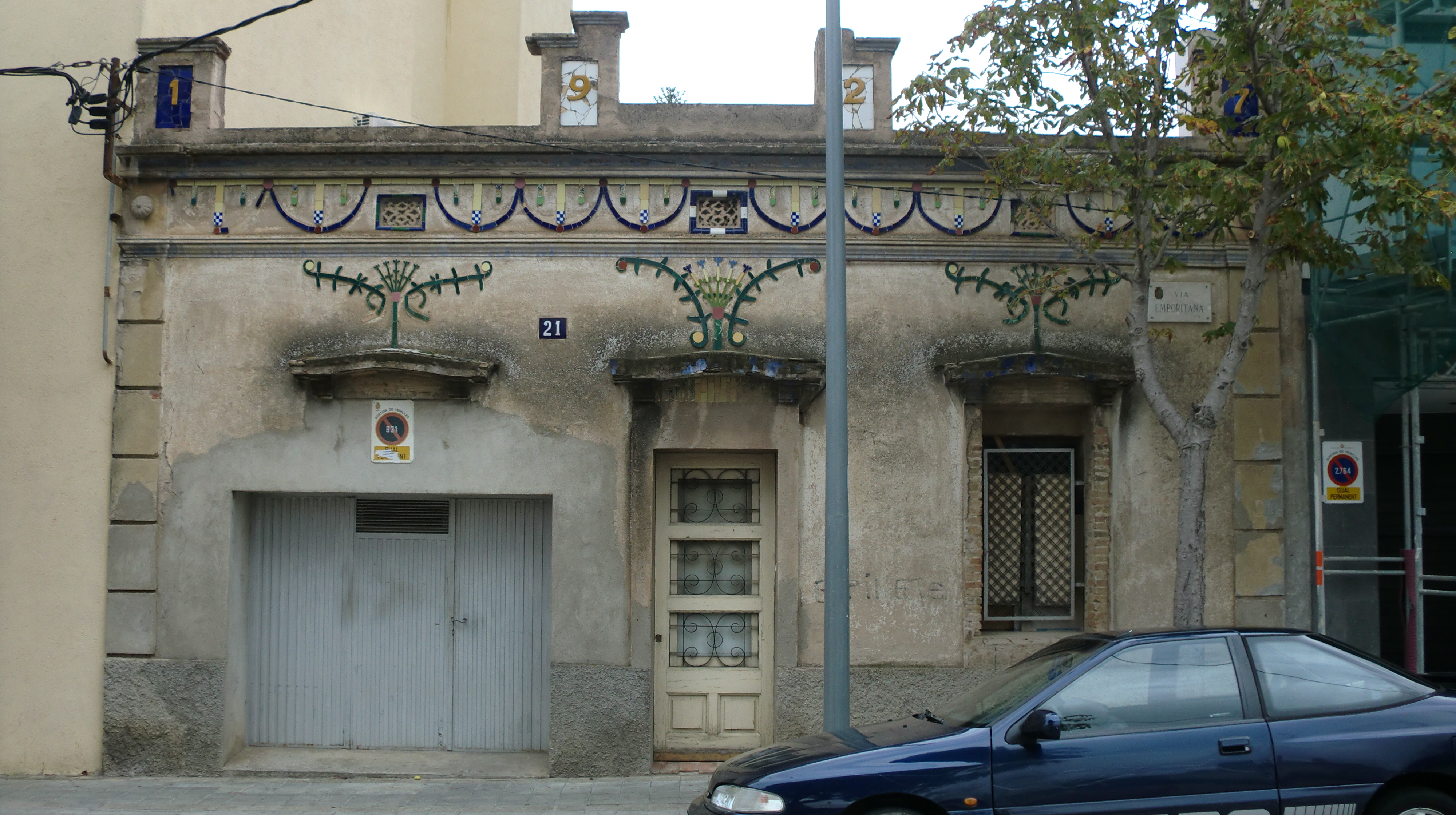
Edifici al número 21 de la Via Emporitana de Figueres.

L'edifici situat al número 21 de la Via Emporitana de Figueres forma part de l'Inventari del Patrimoni Arquitectònic de Catalunya. És un edifici situat a la zona del Poble Nou, a la part alta de la ciutat. Es tracta d'una casa entre mitgeres de planta baixa i cobert per terrassa. Té un portal central i dues finestres laterals (una d'elles ampliada per a usar-la com a garatge actualment). Cadascuna d'aquestes obertures té una llinda. A sobre de cada obertura trobem una ornamentació floral en relleu i ceràmica. Sota la cornisa hi ha un fris de motius geomètrics ornamentals en ceràmica. Balustrada tripartida amb el segment central més elevat, corresponent a la terrassa.